# تاینر (تنسی)
تاینر، تنسی (به انگلیسی: Tyner, Tennessee) یک منطقهٔ مسکونی در ایالات متحده آمریکا است که در چاتانوگا، تنسی واقع شده‌است.